# Itoplectis conquisitor
Itoplectis conquisitor là một loài tò vò trong họ Ichneumonidae.